# Mis 3 hermanas
Mis 3 hermanas es una telenovela venezolana producida y transmitida por la cadena RCTV en el año 2000. Es una historia original de la escritora Perla Farías.
Está protagonizada por Scarlet Ortiz y Ricardo Álamo, y con las participaciones antagónicas de Roxana Díaz, Manuel Salazar y Yul Bürkle. Cuenta además con las actuaciones co-protagónicas de Carlos Cruz, Dad Dáger, Ricardo Bianchi, Chantal Baudaux y Jonathan Montenegro.

## Sinopsis
Los hermanos Augusto, Silvia, Lisa y Beatriz Estrada Morandi, acaban de quedarse solos en el mundo tras la muerte de su madre, pues su padre los abandonó mucho tiempo atrás. Pese a esto, Augusto (Carlos Cruz) consigue sacar adelante a sus hermanas a costa de sacrificar sus propios sueños.
Años después, Augusto trabaja en la compañía de su tío y está casado con Margarita Álvarez (Roxana Díaz) una mujer bella pero profundamente acomplejada debido al abandono que sufrió cuando era apenas una niña, quien decide enredarse con Santigo Ortega (Ricardo Álamo) para así poder garantizarse una vida mejor que la que tiene al lado de la familia Estrada.    
Por su parte, Lisa (Scarlet Ortiz) está a punto de terminar sus estudios de medicina mientras trabaja como enfermera en un centro de salud que está a punto de ser clausurado por la empresa de Santiago. Ambos se conocen en tales circunstancias, y aunque al principio no se soportan, acaban por enamorarse. Sin embargo, el amor entre Lisa y Santiago se verá obstaculizado no solo por Margarita, sino por Bárbara Solís (Marlene De Andrade), la novia de Santiago, que además es la hija de su jefe, Ernesto Solís (Manuel Salazar).
Por otro lado, Silvia (Dad Dáger) y su marido, Carlos Salas (Ricardo Bianchi), también tienen sus propios problemas. Carlos es un artista fracasado, incapaz de sacar adelante a su familia, por lo que Silvia decide dejar su posición de ama de casa y entrar a trabajar con gran éxito en una agencia de publicidad despertando los celos de su esposo.
Finalmente, Beatriz "La Beba" (Chantal Baudaux) vive su propia historia de amor con Francisco Moreno (Jonathan Montenegro) un chico de apariencia punk. Los Estrada se muestran en contra de esta relación, pero el joven les enseñará que no hay que juzgar a las personas por su aspecto exterior.

## Elenco
- Scarlet Ortiz - Lisa Estrada Morandi
- Ricardo Álamo - Santiago Ortega Díaz
- Roxana Díaz - Margarita Álvarez de Estrada
- Carlos Cruz - Augusto Estrada Morandi
- Roberto Moll - Jacinto Estrada / Jaime Contreras
- Dad Dáger - Silvia Estrada Morandi de Salas
- Ricardo Bianchi - Carlos Salas
- Chantal Baudaux - Beatriz Estrada Morandi "La Beba"
- Jonathan Montenegro - Francisco Moreno
- Manuel Salazar - Ernesto Solís
- Flor Elena González - Delia Contreras
- Marisela Buitrago - Sofía Quintero de Solís
- Antonio Cuevas - Vicente Quintana
- Luis Alberto de Mozos - Álvaro Galíndez
- Gioia Lombardini - Eloiza Díaz de Ortega
- Marlene De Andrade - Bárbara Solís Quintero
- Yul Bürkle - Aníbal Solís Quintero
- Yoel Borges - Roberto
- Mirela Mendoza - Isabel Méndez
- Rodolfo Renwick - Javier
- Jerónimo Gil - Dr. Gustavo Martínez
- Virginia Lancaster - María de Jesús "Mimí"
- Gabriela Santeliz - Anabel
- César Bencid - Dr. Serpa
- Rosa Palma - Elvira
- José Félix Cárdenas - Germán
- Víctor Rosa-Branco - Machado
- Gerardo Soto - Iván Gil
- Aura Rivas - Ligia Díaz
- Verónica Cortez - Ángela Morandi de Estrada
- Samuel González - Augusto Estrada Morandi (joven)
- Leona Chávez Prigorian - Alicia Salas Estrada
- Darya Chávez Prigorian - Aurora Salas Estrada
- Ana Gabriela Barboza - Rubí
- Martha Gómez - Fernanda Castillejo
- Ivonne Conte - Zoyla
- Mary Carmen Pedraza - Carmencita
- Luis Gerardo Núñez - Jorge Ignacio Montero
- Estefanía López - Esmeralda
- Oscar Cabrera - Frank
- Gabriel Parisi - Tomás
- Elena Toledo - Xiomara
- Mariam Valero - Samantha Gioulié
- Gioia Arismendi - Ronda
- Laura Muñoz - Fransheska
- Rhandy Piñango - Hugo Monsalve
- Ralph Kinnard - Valentín
- Freddy Aquino - El negro
- Gabriel Fernández - Ricardo
- Adriana Romero - Adriana
- Verónica Ortiz - Mariángel
- William Colmenares - Boris
- Jesús Cervó - Dr. Dávila
- Lissette Luna - Tía de Francisco
- Virginia González
- Manuel Escolano - Dr. Fonseca
- Sebastián Falco - Juez
- Frederick Wolf - Zurita
- Diego Llenardi Ortiz - Daniel
- Chumico Romero - Camila
- Richard Rey - Luquen Herrera
- Leonardo Pinto - Miguel Ángel
- José Romero - Bonifacio
- José Quijada - Octavio
- Carolina Espada - Lila Pérez

## Temas musicales
- Lisa y Santiago por Karolina (tema de entrada)
- A puro dolor por Son by Four (tema principal de la telenovela Lisa y Santiago)
- La clave para conquistarte por Axel Fernando (tema de Beatriz y Francisco)
- Me engañaste por Charlie Zaa (tema de Silvia y Jorge Ignacio) / (Silvia y Carlos) / (María y Carlos)

## Libretos de escritores
- Original de: Perla Farías
- Libretos de: Perla Farías, Luis Colmenares, Rossana Negrín, José Vicente Quintana

## Versiones
- Hati Yang Dikhianati (Corazón traicionado) - Malasia 🇲🇾 2021 
Protagonizada por Isyariana como Nur Melisa (Lisa), Amar Baharin como Zuhri Elyas (Santiago),  Mona Allen como Maria (Margarita), Zamarul Hisham como Iskandar (Agusto), Mia Nasir como Syazlina (Silvia) y Arena Lieya como Batrisya (Beba).

- Datos: Q2493311